# Pyramide de Djédefrê
La pyramide de Djédefrê est située sur le site d'Abou Rawash. Très endommagée par les carriers, et longtemps considérée comme inachevée, son architecture ne fut reconnue qu'à l'issue de longs travaux de dégagement entrepris entre 1995 et 2007 par Michel Valloggia. Le nom égyptien de la pyramide de Djédefrê signifie « La pyramide qui est l'étoile chédou ».

## Historique des Fouilles

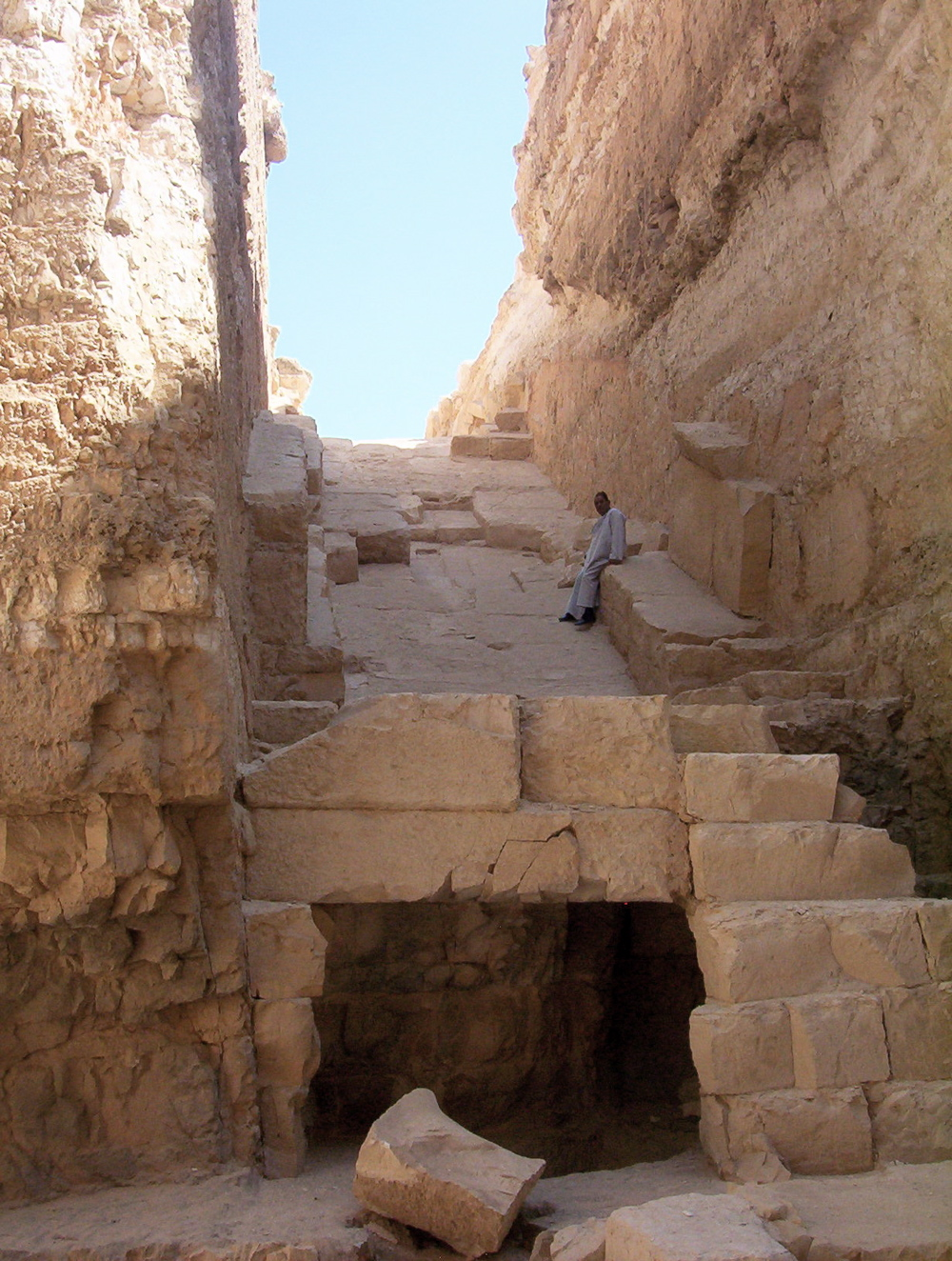
Vue de l'aménagement souterrain de la pyramide de Djédefrê à Abou Rawash.

La première description connue de l'édifice est donnée par Perring en 1837. Karl Lepsius l'étudie durant l'hiver 1842-1843 ainsi que Flinders Petrie en 1881-1882. Les premiers dégagements interviennent avec les fouilles du site d'Abou Rawash sous l'égide de l'Institut français d'archéologie orientale du Caire (IFAO) par Émile Chassinat en 1900-1902, puis Pierre Lacau en 1913 et Michel Valloggia de 1995 à 2007 en collaboration avec l'Université de Genève.
Le dégagement total de la pyramide a permis de déterminer que la pyramide avait bien été achevée et qu'elle commença à être utilisée comme carrière de pierre dès l'époque romaine avec l'installation d'un établissement militaire sur les ruines du temple funéraire de Djédefrê, ce qui explique son état actuel alors que l'on a longtemps cru que le projet fut abandonné lors du trépas du roi et de l'accession au trône de son frère Khéphren.
C'est lors des premiers travaux de dégagement sur le site, que fut découverte la tête en granit rouge d'une statue de Djédefrê actuellement conservée au musée du Louvre. Depuis, un exemplaire complet d'un sphinx a été découvert et est actuellement conservé au musée du Caire. Il s’agirait alors d'un des premiers exemples connus du genre.

## Complexe funéraire

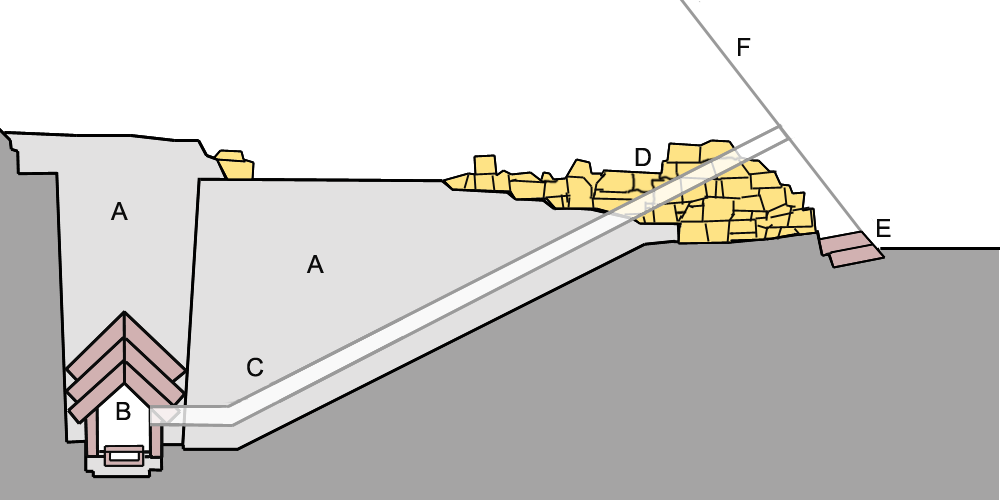
Vue en coupe de la pyramide

La pyramide mesure 106,1 m de côté en moyenne. Sa hauteur actuelle ne dépasse guère douze mètres mais sa hauteur initiale est estimée à environ 67 m, ce qui la rapproche de celle de Mykérinos. Compte tenu qu'elle fut édifiée sur un plateau situé plus haut que celui de Gizeh, elle devait ainsi culminer à environ 225 m au-dessus du niveau de la mer, soit 20 m plus haut que le sommet du pyramidion de la pyramide de Khéops (206,7 m). Il est donc permis de se demander si Djédefrê, successeur de Khéops, n'a pas été influencé dans le choix du site par la situation dominante du plateau d'Abou Rawash.
44% du volume de la pyramide fut directement taillé en escalier dans la roche mère. Une tranchée en pente de 44 m de long permet d’accéder à un puits de 23 m de long sur 10 m de large et profond de 21 m qui abrite les appartements royaux en forme de « T ». Le caveau était précédé d'une antichambre. L'ensemble était recouvert de blocs de granit disposés en chevron. 
Cette pyramide principale est complétée d'une petite pyramide satellite dans son angle sud-est, d'une enceinte périphérique, d'un temple funéraire et d'une fosse à barque. La petite pyramide en gradins comporte un puits débouchant sur un couloir horizontal desservant trois chambres dont l'une abritait un sarcophage, probablement celui d'une reine. 
Une seconde enceinte délimitait un vaste périmètre sacré autour du complexe funéraire. L'ensemble était précédé au nord d'une longue chaussée (conservée sur 1 500 m de long, soit plus du double que celle de la pyramide de Khéops) qui la reliait à son débarcadère. Dans la tradition architecturale égyptienne, la chaussée est normalement édifiée à l'est de la pyramide, mais dans le cas présent les bâtisseurs se sont probablement adaptés à la topographie locale.